# Bernard Howard, 12. Duke of Norfolk

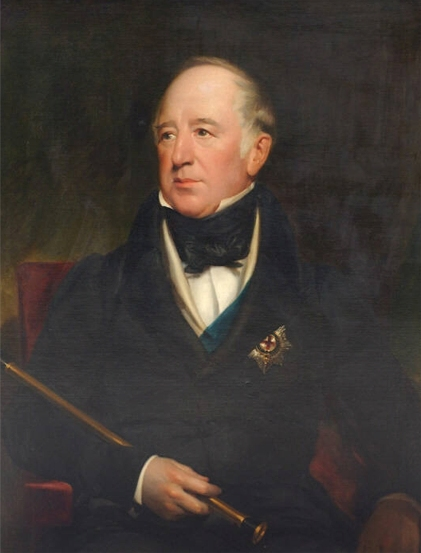
Bernard Howard, 12. Duke of Norfolk

Bernard Edward Howard, 12. Duke of Norfolk, KG, PC, FRS (* 21. November 1765 in Sheffield, Yorkshire; † 16. März 1842 in Norfolk House, St. James’s Square, London) war ein britischer Peer.

## Leben
Howard war der älteste Sohn von Henry Howard (1713–1787) und seiner Frau Juliana Molyneux, Tochter von Sir William Molyneux, 6. Baronet († 1781), Gutsherr von Teversall in Nottinghamshire. Durch seinen Vater war er Ururenkel von Henry Howard, 22. Earl of Arundel.
Er folgte 1815 seinem Cousin vierten Grades, Charles Howard, 11. Duke of Norfolk, als 12. Duke of Norfolk, 30. Earl of Arundel, 13. Earl of Surrey, 10. Earl of Norfolk, 20. Baron Maltravers und Earl Marshal nach. Im Gegensatz zu seinem Vorgänger war er Katholik. Ein Gesetz vom 24. Juni 1824 erlaubte ihm als Earl Marshal zu fungieren.
Als bekennender Katholik, wie die meisten seiner Familie, war er ein starker Unterstützer der Katholikenemanization. Seine protestantischen Nachbarn beleidigte er, als er anlässlich der Verabschiedung des Roman Catholic Relief Act 1829 ein Festbankett gab. Durch dieses Gesetz konnte er den mit seinen Titeln verbundenen Sitz im House of Lords einnehmen. 1830 wurde er Mitglied des Privy Council.
1803 wurde Ehrenmitglied der American Academy of Arts and Sciences. 1834 nahm König William IV. ihn als Knight Companion in den Hosenbandorden auf.
Am 23. April 1789 heiratete er Lady Elizabeth Belasyse (1770–1819), Tochter von Henry Belasyse, 2. Earl Fauconberg. Im Mai 1794 ließen sie sich scheiden und seine Frau heiratete Richard Bingham, 2. Earl of Lucan. Sie hatten einen Sohn und Erben Henry Howard, 13. Duke of Norfolk (1791–1856), dem 1841 vorzeitig durch Writ of Acceleration der Titel Baron Maltravers übertragen wurde.
Howard starb 1842 im Alter von 76 Jahren. Er ist in der FitzAlan-Kapelle in Arundel Castle begraben.